# ملعب 19 ماي 1956
ملعب 19 مايو 1956 هو ملعب كرة قدم يقع في مدينة عنابة الجزائرية. يتسع الملعب لحوالي 65 ألف متفرج. يعتبر الملعب الرسمي الذي يخوض فيه نادي اتحاد عنابة مبارياته وبعض مباريات المنتخب الجزائري وهو يعد ثاني أكبر ملعب في الجزائر بعد ملعب 5 يوليو.

## تاريخه
افتتح الملعب يوم 10 يوليو 1987 بمناسبة مقابلة الجزائر 3 -1 السودان في إطار تصفيات الألعاب الأولمبية 1988. أول هدف في هذا الملعب كان للاعب المنتخب السوداني كمال محمد الذي افتتح باب التسجيل في الدقيقة 12 من المقابلة.